# Yaylayolu, Niğde
Yaylayolu là một xã thuộc huyện Niğde, tỉnh Niğde, Thổ Nhĩ Kỳ. Dân số thời điểm năm 2011 là 197 người.